# Valentin Charles Hubert Malet de Coupigny
Valentin Charles Hubert Malet de Coupigny , baron puis marquis de Coupigny, est un homme politique français né le 18 juillet 1771 à Hulluch (Pas-de-Calais) et décédé le 17 avril 1844 à Avelin (Nord).

## Biographie
Valentin-Charles-Hubert Malet de Coupigny nait le 18 juillet 1771 à Hulluch. Il est le fils de messire Aimable-François-Hubert-Marie de Malet, baron de Coupigny, chevalier de Saint-Louis, seigneur de Rainouart, et autres lieux, et de dame Valentine-Charlotte Du Carieul de Fiefs.
Son père est chevalier et ancien officier du « régiment de la vieille marine infanterie ».
Valentin Charles-Hubert Malet de Coupigny commence sa carrière militaire à l'âge de 15 ans en tant que cadet au régiment de Chartres. Il est promu sous-lieutenant le 25 avril 1788, puis passe au service de l'Espagne. Il est retrouvé enseigne aux gardes wallonnes le 23 octobre 1788, enseigne de grenadiers le 11 septembre 1794 sous-lieutenant le 30 octobre 1794, lieutenant le 12 octobre 1801, puis capitaine. Il fait les campagnes contre la France révolutionnaire dans les armées des émigrés. Rentré d'émigration, il est fait chef de bataillon de la garde nationale en 1806, puis colonel en 1815, inspecteur de la garde nationale du Pas-de-Calais.
Le 29 octobre 1826 il est promu au grade de maréchal de camp.
Valentin-Charles-Hubert Malet de Coupigny, meurt le 17 avril 1844 à Avelin où il possède un château. Son acte de décès le dit «  messire, chevalier, marquis de Coupigny », domicilié à Fiefs, et mort dans son château d'Avelin, âgé de 72 ans..
Valentin-Charles-Hubert Malet de Coupigny a pris pour femme Marie-Charlotte-Colette Petit pas, née en juin 1779 (baptisée le 18 juin 1779), morte à Avelin le 14 avril 1844, à 64 ans. Elle était la fille de Charles-Hippolyte, chevalier, seigneur de Walle, prévôt de Lannoy, ex-enseigne aux gardes wallonnes, enseigne de grenadiers, et de Jeanne-Françoise Bourdon. Le couple est resté sans postérité.

## Carrière politique
Maire de Fiefs, conseiller général, il est élu par le grand collège du département député du Pas-de-Calais de 1815 à 1816 puis en 1821, réélu en 1824, siégeant dans la majorité soutenant les gouvernements de la Restauration, avant de s'éloigner du ministère Villèle. Non réélu en 1827, et de nouveau battu en 1828  et 1830. Depuis, il ne s'occupe plus de politique.
Valentin Malet de Coupigny a la réputation d'accorder beaucoup d'attention à son apparence et à l'entretien de ses cheveux. Mais il est apprécié dans les environs de son village où on l'appelle Ch'baron; il se montre affable et proche des gens, jouant un peu le rôle de juge de paix.

## Distinctions
Valentin Charles Hubert Malet de Coupigny est fait chevalier de la Légion d'honneur le 3 février 1816.
Il devient officier de la Légion d'honneur le 19 mai 1825.
Il est également chevalier de l'ordre de Saint-Louis.

## Sources
- Adolphe Robert - Gaston Cougny, « Malet de Coupigny (Valentin-Charles-Hubert, baron) », dans Dictionnaire des parlementaires français, tome IV, p. 237, lire en ligne.
- HOIN, Karl-Michael, "Deux lettres de la comtesse d'Hinnisdal au baron de Fiefs, époque Restauration (1827 ?)", carnet de recherche Avant Laprée, 2024, lire en ligne